# Megachile numerus
Megachile numerus är en biart som beskrevs av Mitchell 1930. Megachile numerus ingår i släktet tapetserarbin, och familjen buksamlarbin. Inga underarter finns listade i Catalogue of Life.